# وسام اللياقة العثماني
وسام اللياقة العثماني كان أحد أرفع الأوسمة التي تمنحها الدولة العثمانية، وقد جرى إنشائه عام 1890 ليمنحه السلطان العثماني للشخصيات البارزة التي قدمت خدمات جليلة للدولة العثمانية، وقد استمر منحه حتى إلى أن انهارت الدولة العثمانية.

## درجات الوسام
تألف وسام اللياقة العثماني من درجتين، هما:
- وسام اللياقة من الدرجة الذهبية.[3]

- وسام اللياقة من الدرجة الفضية.[3]

## أبرز الحاصلين على الوسام
كان من أبرز الحاصلين على وسام اللياقة العثماني:
- أسعد الشقيري، الدرجة الذهبية، عام 1915، وهو مفتي وقاضي فلسطيني.[4]

- محمد أبو الخير العابدين، الدرجة الذهبية، عام 1915، وهو مفتي دمشق.[4]

- مصطفى نجا، الدرجة الذهبية، عام 1915، وهو مفتي بيروت.[4]

- عبد الرحمن الحاج إبراهيم، الدرجة الفضية، عام 1915، وهو سياسي فلسطيني ورئيس بلدية طولكرم.[4]

- عبد القادر الخطيب، الدرجة الفضية، عام 1915.[4]

- سليم اليعقوبي، الدرجة الفضية، عام 1915.[4]

- عبد الباسط الأنسي، الدرجة الفضية، عام 1915.[4]